# Syktywkar
Syktywkar (ros. Сыктывкар) – miasto w Federacji Rosyjskiej, stolica republiki Komi, nad Sysołą, w pobliżu jej ujścia do Wyczegdy. Liczy około 243 tys. mieszkańców (2021).
Nazwa miasta pochodzi z języka komi i oznacza „miasto na rzece Sysole”. Do roku 1930 miasto nazywało się Ust'-Sysolsk (ros. Усть-Сысольск). Miasto zostało założone w 1586 roku. W 1972 r. został założony uniwersytet.
W mieście rozwinął się przemysł drzewny, celulozowo-papierniczy, metalowy, stoczniowy, odzieżowy, skórzany, spożywczy oraz materiałów budowlanych.

## Transport
- Port lotniczy Syktywkar
- UTair Express – linia lotnicza

## Miasta partnerskie
- Cullera, Hiszpania
- Debreczyn, Węgry
- Los Altos, Stany Zjednoczone
- Łowecz, Bułgaria
- Taiyuan, Chińska Republika Ludowa